# IEEE 1016
IEEE 1016 (també coneguda per l'acrònim SDD de Software Design Description) especifica els requeriments d'informació i organització d'un projecte de programari. SDD va acompanyat d'un diagrama de l'arquitectura emprada i especificacions detallades de cada part del sistema. IEEE 1016 és una normativa del IEEE.

## Composició
IEEE 1016 sol contenir la següent informació : 
- Disseny de dades : descripció dels objectes de programari.
- Disseny de l'arquitectura : definició de l'estructura dels blocs del programari.
- Disseny de la interfície : especificació de les interfícies internes i amb l'usuari.
- Disseny dels procediments : descripció gràfica de l'estructura del codi del programa.

## Punts de vista
IEEE defineix una sèrie de punts de vista de disseny del programari :
- Punt de vista del context.
- Punt de vista de la composició del codi.
- Punt de vista de la lògica del programari.
- Punt de vista de les dependències dels diferents mòduls del codi.
- Punt de vista de la informació.
- Punt de vista dels patrons generats.
- Punt de vista de les interfícies internes i amb l'usuari.
- Punt de vista de l'estructura del programari.
- Punt de vista de les iteraccions en el diagrama de flux.
- Punt de vista de les variables d'estat del codi.
- Punt de vista de l'algorisme.
- Punt de vista dels recursos emprats pel programari.